# Per-Olof Östrand
Per-Olof Östrand, född 13 juni 1930 i Hofors i Gästrikland, död 26 oktober 1980 i Skärholmen i Stockholm, var en svensk simmare, som deltog i tre olympiska sommarspel 1948-1956. Han blev bronsmedaljör på 400 meter frisim i Helsingfors 1952. Han ingick också i de lag som kom på fjärde plats på 4 x 200 meter frisim i spelen 1948 och 1952.